# Zalari
Zalari (in russo Залари?) è un insediamento di tipo urbano della Russia, situato nell'Oblast' di Irkutsk, capoluogo dell'omonimo rajon.

## Storia
Zalari venne menzionato per la prima volta nel 1734, in occasione dell'incendio della chiesa parrocchiale; il villaggio si è poi sviluppato significativamente a cavallo tra il XIX ed il XX secolo.

## Infrastrutture e trasporti
L'insediamento dispone di una stazione ferroviaria per la quale passa la linea transiberiana.